# Bernat Guillem II. d’Entença

Wappen des Hauses Entença

Bernat Guillem II. d’Entença († in oder kurz nach 1296) war ein katalanischer Adliger im 13. Jahrhundert. Er war ein Sohn von Bernat Guillem I. d’Entença († 1237) und der Jussiana d’Entença, von der er Alcolea erbte.
Im Jahr 1264 war Bernat Guillem in Huesca zusammen mit Fernán Sánchez de Castro einer der Wortführer des aragónesisch-katalanischen Adels gegen die Pläne König Jakobs I. zur Eroberung von Murcia, da diese allein den Interessen Kastiliens diene. Auf dem Hoftag (Cort) in Saragossa im Dezember desselben Jahres war es ob dieser Frage zum offenen Bruch zwischen der Adelsfronde und dem König gekommen, der sich in Bernat Guillems Fall insofern verschärfte, als er zugleich gegen den König einen Anspruch auf die Herrschaft Montpellier erhob. Väterlicherseits war Bernat Guillem ein direkter Nachkomme der Herrenfamilie von Montpellier, allerdings war einst sein Vater zugunsten dessen älterer Halbschwester Maria für illegitim erklärt und damit vom Erbe ausgeschlossen wurden. Der Sohn der Maria und aktueller Inhaber Montpelliers war wiederum Jakob I. von Aragón. Adel und König versöhnten sich am 26. April 1265 auf einem Hoftag in Ejea, nachdem letzterer dem Adel einige rechtliche Privilegien gewähren musste. Bernat Guillem hatte seine Ansprüche offenbar aufgegeben.
Bernat Guillem wird letztmals in einer am 20. August 1296 ausgestellten Urkunde genannt, in der König Jakob II. ihm die Burgen und Dörfer von Xestelgar, Algar und Penna de Xestelgar verkaufte. Kurz danach muss er gestorben sein. Aus seiner Ehe mit einer namentlich nicht bekannten Frau waren drei Söhne hervorgegangen:
- Bernat Guillem III. d’Entença († vor 1304; wird im Testament seines Bruders genannt).
- N.N. († gefallen 1276 bei dem Ort Luxen im Kampf gegen die revoltierenden Mauren des Königreichs Valencia).[5]
- Gombau d’Entença († vor dem 10. April 1308), Herr von Giva, Gestalgar und Alcolea, 1307 Prokurator des Königreichs Valencia.[6]